# Klenovac (Zaječar)
Pour les articles homonymes, voir Klenovac.
Klenovac (en serbe cyrillique : Кленовац) est un village de Serbie situé sur le territoire de la ville de Zaječar, district de Zaječar. Au recensement de 2011, il comptait 167 habitants.

## Démographie
| 1948 | 1953 | 1961 | 1971 | 1981 | 1991 | 2002 | 2011 |
| ---- | ---- | ---- | ---- | ---- | ---- | ---- | ---- |
| 691  | 697  | 653  | 597  | 531  | 393  | 250  | 167  |

|  |